# Rune Ohm
Rune Johannes Ohm (* 10. Juni 1980 in Greve Kommune) ist ein dänischer ehemaliger Handballspieler, der zumeist im rechten Rückraum eingesetzt wurde.
Der 1,90 m große und 93 kg schwere Linkshänder begann in seiner Heimatstadt mit dem Handballspiel. Über Ajax Kopenhagen und Helsingør IF kam er im Februar 2003 zum Schweizer Klub Kadetten Schaffhausen. Anschließend ging er zu AaB Håndbold, mit dem er im EHF-Pokal 2003/04 das Viertelfinale erreichte. 2006 entschloss er sich, erneut ins Ausland zu gehen und unterschrieb für drei Jahre bei BM Altea in der spanischen Liga ASOBAL. Nachdem Altea in finanzielle Schwierigkeiten geraten war, wechselte er zu Club Balonmano Antequera. 2008 kehrte er nach Dänemark zu Skjern Håndbold zurück. Nach drei Jahren ging er zu Sønderjysk Elitesport, für den er 2012/13 über 180 Tore erzielte. Daraufhin verpflichtete ihn Århus Håndbold. Ab dem Sommer 2016 lief er für den Zweitligisten TMS Ringsted auf, wo er 2018 seine Karriere beendete.
In der Dänischen Nationalmannschaft debütierte Rune Ohm am 15. März 2002 gegen Polen und bestritt bisher 54 Länderspiele, in denen er 104 Tore erzielte. Bei der Europameisterschaft 2006 gewann er die Bronzemedaille.